# Chiesa di San Giovanni Battista al Tempio
La chiesa di San Giovanni Battista al Tempio è una chiesa pistoiese dell'XI secolo dedicata a san Giovanni Battista. Nascosta nella cortina abitativa, ha un ingresso sia su via di Nemoreto che su via San Pietro. 

## Descrizione
Era la chiesa dell'ospedale di Memoreto, fondato nell'XI secolo dai conti Guidi e donato nel 1111 ai monaci benedettini della badia di Fontana Taona; passò poi ai Cavalieri di Malta, per divenire infine chiesa parrocchiale. Il nome di Memoreto sembra sia da riferire ad un vicino cimitero (memoretum). 
Nel vestibolo della chiesa è addossata una cappella nata per proteggere un affresco trecentesco raffigurante la Madonna col Bambino, detta Madonna del Rastrello, che nel 1534 mosse miracolosamente lo sguardo divenendo oggetto di devozione popolare.
L'interno a navata unica è concluso da un altare barocco con una tela con il Crocifisso con i dolenti, opera di Pietro Marchesini, allievo di Anton Domenico Gabbiani. Dello stesso autore è anche il Battesimo di Cristo, che rmostra ricordi dall'opera di Antonio Franchi e Donato Creti.